# Samuel Allport
Samuel Allport (23.1.1816 – 7.7.1897) là nhà thạch học người Anh.

## Cuộc đời và Sự nghiệp
Ông sinh tại Birmingham và học tại thành phố này. Mặc dù đảm nhiệm việc kinh doanh trong phần lớn cuộc đời, nhưng những khi rảnh rỗi ông đều nghiên cứu địa chất. Trong một thời gian lưu trú ngắn ở bang Bahia, Brasil, ông đã viết các quan sát về địa chất và được Hội địa chất London xuất bản năm 1860. Công trình chính của ông là nghiên cứu đá bằng kính hiển vi - việc nghiên cứu mà ông bị thu hút bởi các cuộc nghiên cứu của Dr. Henry Sorby - và ông trở thành một trong những người tiên phong của nhánh địa chất này, tạo ra phân ban đá riêng của mình với kỹ năng đáng chú ý.
Đá bazan của vùng nam hạt Staffordshire, đá diorit của hạt Warwickshire, đá phonolite của Wolf Rock (mà lần đầu ông hướng sự chú ý tới), đá pitchstone của đảo Arran và các đá mácma biến chất gần Land's End đều được ông nghiên cứu và mô tả trong thời gian từ năm 1869 tới năm 1879 trong quyển "Quarterly Journal of the Geological Society" và trong "Geological Magazine" (tạp chí địa chất). 
Năm 1880 ông được bổ nhiệm chức quản thủ thư viện ở trường Mason College, nhưng năm 1887 ông đã nghỉ việc vì yếu sức khỏe. Ít năm sau, ông lui về cư ngụ ở Cheltenham, nơi ông qua đời năm 1897.

## Giải thưởng
- Huy chương Lyell năm 1887